# Pandeli Evangjeli
 (juin 2018).
Si vous disposez d'ouvrages ou d'articles de référence ou si vous connaissez des sites web de qualité traitant du thème abordé ici, merci de compléter l'article en donnant les références utiles à sa vérifiabilité et en les liant à la section « Notes et références ».
Pandeli Evangjeli (6 janvier 1859 - 14 septembre 1949) est un homme politique albanais devenu premier ministre de son pays par deux fois. Il a été le premier orthodoxe à devenir chef du gouvernement albanais.